# Ben Askren
"Funky" Ben Askren, född 18 juli 1984 i Cedar Rapids i Iowa, och uppvuxen i Hartland i Wisconsin, är en före detta amerikansk MMA-utövare och brottare som mellan 27 oktober 2018 och 18 november 2019 tävlade i organisationen Ultimate Fighting Championship. Dessförinnan hade han tävlat i både ONE och Bellator. Han var obesegrad welterviktsmästare i de båda sistnämnda organisationerna, han frånsade sig sina titlar frivilligt för att byta organisation.
Både Ben och hans bror Max var framstående brottare med samma vilda, "funky" stil. 

## Brottning
Askren har varit assisterande brottningstränare vid Arizona State University och han har tävlat i amatörbrottning för University of Missouri. Han var tvåfaldig delstatsmästare i high schoolbrottning, 2001 och 2002, när han brottades för Arrowhead Highschool i Hartland, Wisconsin.

### Collegebrottning
I college brottades Askren i 79-kilosklassen (174 lbs). Han vann National Collegiate Athletic Association (NCAA) mästerskapen 2006
och 2007. År 2006 utnämndes han även till Outstanding Wrestler. Han dominerade sin "Junior"-säsong, 2005/2006, där han vann samtliga sina 45 matcher, med 25 av dem på fall. Han vann the Hodge Trophy (ett av collegebrottningens finaste priser) både år 2006 och 2007. Hans "Senior"-säsong 2006/2007 fortsatte lika dominerande och han gick obesegrad genom även den med ett facit på 42-0.

### Olympiaden 2008
Under OS-uttagningarna besegrade Askren via domslut Amerikas andrerankade brottare Tyrone Lewis i två raka matcher och vann därmed sin plats i OS-truppen.
Väl på plats i Peking gick Askren bara två matcher innan han i den andra förlorade mot kubanen Iván Fundora via poäng (1-3, 0-4). När sedan kubanen förlorade mot ryssen Buvajsar Sajtijev i kvartsfinalen grusades Askrens hopp om en medalj. "Mina drömmar har krossats", sade han med tårar i ögonen efter matchen.
| Resultat                               | Facit | Motståndare  | Poäng    | Datum           | Tävling                     | Plats        |
| -------------------------------------- | ----- | ------------ | -------- | --------------- | --------------------------- | ------------ |
| OS 2008, Sjätteplats i 74kilo-klassen. |       |              |          |                 |                             |              |
| Vinst                                  | 1-0   | István Veréb | Fall     | 12 augusti 2008 | Olympiska sommarspelen 2008 | Peking, Kina |
| Förlust                                | 1-1   | Iván Fundora | 1-3, 0-4 | 12 augusti 2008 | Olympiska sommarspelen 2008 | Peking, Kina |

## MMA
Efter olympiaden 2008 åkte Askren till American Top Team i Coconut Creek, FL för att träna MMA med topprankade MMA-utövare. Askren tävlar sedan 2009 i MMA och tränar hos Roufusport i Milwaukee och Evolve MMA i Ohio. Han påstår själv att han har svart bälte i BJJ, något som inte erkänts hos IBJJF/Internationella BJJ federationen. 

### Debut
Askren debuterade i MMA-sammanhang 7 februari 2009 på  Headhunter productions-galan The Patriot Act i Columbia, MO, USA där han besegrade Josh Flowers via TKO efter 1:25 i första ronden. Hans andra MMA-match gick under samma organisations flagg på The Patriot Act 2 där Askrens match var huvudmatch, main event. Han mötte Mitchell Harris som han besegrade via triangle choke efter 1:27 i den första ronden.

### Bellator
Askren deltog i Bellator Fighting Championships Season 2:s welterviktsturnering. Hans första match var på Bellator 14 mot Ryan Thomas som han besegrade via giljotin efter 2:40 i första ronden. Vid Bellator 22 vann han mot Dan Hornbuckle via enhälligt domslut och vann därmed turneringen. Den 21 oktober 2010 besegrade Askren Lyman Good och vann Bellators welterviktsbälte.
Den 14 november 2013 efter strandade förhandlingar meddelade Bellator att Askren inte längre var kontrakterad hos dem, och att han numera var en "free agent".

### ONE Championship
Den 9 december 2013 skrev Askren på ett två år och sex matcherskontrakt med ONE Championship. Sin första match i organisationen gick han mot Bakhtiyar Abbasov som huvudmatch, main event, på galan Honor and Glory den 30 maj 2014. Han besegrade sin motståndare via armtriangel i första ronden och utmanade därefter welterviktsmästaren Nobutatsu Suzuki. Han mötte Suzuki vid Reign of Championsgalan den 29 augusti 2014, vann via TKO (slag) i första ronden och blev därmed welterviktsmästare. I sin sista match för ONE  mötte han Shinya Aoki på Immortal Pursuitgalan den 7 september 2017. Innan matchen meddelade han att det skulle bli hans sista. Askren vann via TKO (slag) i första ronden. Han drog sig därpå obesegrad tillbaka från MMA. Han lämnade däremot dörren öppen för en eventuell sista match om han fick möjlighet att visa att han var den bäste welterviktaren i världen. Han talade själv om att han skulle vilja möta Georges St. Pierre för att avgöra vem som var den bäste i världen.

### UFC
UFC meddelade den 3 november 2018 att ONE och UFC gjort ett byte och ONE skulle få Demetrious Johnson mot att UFC fick Ben Askren. Askren gjorde sin debut för UFC den 2 mars 2019 på UFC 235 mot Robbie Lawler och vann via bulldogstrypning efter 3:20 i den första ronden.
Sin andra match i UFC gick Askren mot Jorge Masvidal vid UFC 239 och hade den tvivelaktiga äran av att vara på den mottagande änden av UFC:s snabbaste KO genom tiderna.
Tredje matchen för UFC gick vid UFC Fight Night: Maia vs. Askren i Singapore där Askrens brottning ställdes mot Demian Maias BJJ och Maia drog det längre strået via rear-naked i tredje ronden.

### Drar sig tillbaka
Askren var gäst hos Ariel Helwani på hans program "Ariel Helwani’s MMA Show" 18 november 2019 och tillkännagav under intervjuns gång att han nu drar sig tillbaka. Den främsta orsaken skall ha varit hans dåliga höft som han sa att han behöver operera för att komma tillrätta med.

## Boxning
22 december 2020 meddelades det att Askren skulle göra professionell boxningsdebut vid en gala 17 april 2021 som byggdes upp kring honom och hans motståndare, där han skulle vara huvudmatchens ena halva och möta youtubern och tillika nybakta proffsboxaren Jake Paul (2-0).
På kortet fanns även en match mellan före detta proffsboxaren Joe Fournier (8-0) och den colombianske reggaeton-stjärnan Reykon, och dessutom före detta UFC-tungviktsmästaren Frank Mirs boxningsdebut mot IBF:s före detta cruiserviktmästare Steve Cunningham (29-9-1).
Invägningen och själva galan kommenterades av boxnings hall of Fame-introducerade presentatör Michael Buffer.
| Matchkort                                                                                     | Matchkort              | Matchkort | Matchkort | Matchkort                                   | Matchkort | Matchkort                                     | Matchkort | Matchkort | Matchkort |
| Viktklass (Vikt lb (kg))                                                                      | Vinnare                | Invägd    |           |                                             | Invägd    | Metod                                         | Rond      | Tid       | Noter     |
| Underkort                                                                                     | Underkort              | Underkort | Underkort | Underkort                                   | Underkort | Underkort                                     | Underkort | Underkort | Underkort |
| --------------------------------------------------------------------------------------------- | ---------------------- | --------- | --------- | ------------------------------------------- | --------- | --------------------------------------------- | --------- | --------- | --------- |
| Weltervikt (147 (66,7))                                                                       | Quinton Randall (USA)  | 149       | vs.       | William Jackson (USA)                       | 144       | Enhälligt domslut ((UD) 59-55, 58-56, 58-56)  | 6/6       | 3:00      |           |
| Supermellanvikt (168 (76,2))                                                                  | Junior Younan (USA)    | 171,5     | vs.       | Jeyson Minda (ECU)                          | 171,5     | Enhälligt domslut ((UD) 78-71, 78-71, 78-71)  | 8/8       | 3:00      |           |
| Lätt tungvikt (175 (79,4))                                                                    | Joe Fournier (GBR)     | 187       | vs.       | Andres Felipe Robledo Lodono "Reykon" (COL) | 178,5     | Hörnan kastar in handduken (TKO)              | 2/6       | 3:00      |           |
| Tungvikt (obegränsad)                                                                         | Steve Cunningham (USA) | 206       | vs.       | Frank Mir (USA)                             | 276       | Enhälligt domslut ((UD) 60-54, 60-54, 58-56)  | 6/6       | 3:00      |           |
| Superlättvikt (140 (63,5))                                                                    | Regis Prograis (USA)   | 143       | vs.       | Ivan Redkach (UKR)                          | 142       | Teknisk poängseger ((TD) 60-54, 60-54, 59-54) | 6/10      | n/a       |           |
| Huvudmatch                                                                                    |                        |           |           |                                             |           |                                               |           |           |           |
| Cruiservikt (200 (90,7))                                                                      | Jake Paul (USA)        | 191,5     | vs.       | Ben Askren (USA)                            | 191       | TKO                                           | 1/8       | 1:59      |           |
| Inom viktklassens gräns. Inom felmarginalen för matchtypen. För stor övervikt för matchtypen. |                        |           |           |                                             |           |                                               |           |           |           |

Arrangören Thriller lät meddela att pay-per-view-galan även skulle innehålla musikframträdanden av: Taylor Hill, Justin Bieber, The Black Keys, Doja Cat, Saweetie, Diplo, Major Lazer och MT. Westmore (ett samarbete mellan Snoop Dogg, Ice Cube, Too $hort och E-40)
Galan sändes via alla större kabel och satellit-TV-kanalerna i USA, och via FITE TV för alla tittare utanför nordamerika.

## Tävlingsfacit MMA
| Resultat | Facit    | Motståndare              | Metod                               | Evenemang                                 | Datum            | Rond | Tid  | Plats                        | Notering                                                                  |
| -------- | -------- | ------------------------ | ----------------------------------- | ----------------------------------------- | ---------------- | ---- | ---- | ---------------------------- | ------------------------------------------------------------------------- |
| Vinst    | 1–0      | Josh Flowers (USA)       | TKO (slag)                          | Headhunter Productions: The Patriot Act   | 7 februari 2009  | 1    | 1:25 | Columbia, MO, USA            |                                                                           |
| Vinst    | 2–0      | Mitchell Harris (USA)    | Submission (omvänd armtriangel)     | Headhunter Productions: The Patriot Act 2 | 25 april 2009    | 1    | 1:27 | Columbia, MO, USA            | Catchviktmatch (175 lbs, 79,4 kg).                                        |
| Vinst    | 3–0      | Matt Delanoit (USA)      | Submission (north-south choke)      | Max Fights DM: Ballroom Brawl 2           | 28 augusti 2009  | 1    | 1:15 | Des Moines, IA, USA          |                                                                           |
| Vinst    | 4–0      | Ryan Thomas (USA)        | Teknisk submission (giljotin)       | Bellator 14                               | 15 april 2010    | 1    | 2:40 | Chicago, IL, USA             | Kvartsfinal i Bellator Season 2 welterviktsturnering.                     |
| Vinst    | 5–0      | Ryan Thomas (USA)        | Domslut (enhälligt)                 | Bellator 19                               | 20 maj 2010      | 3    | 5:00 | Grand Prairie, TX, USA       | Semifinal i Bellator Season 2 welterviktsturnering.                       |
| Vinst    | 6–0      | Dan Hornbuckle (USA)     | Domslut (enhälligt)                 | Bellator 22                               | 17 juni 2010     | 3    | 5:00 | Kansas City, MO, USA         | Final i Bellator Season 2 welterviktsturnering.                           |
| Vinst    | 7–0      | Lyman Good (USA)         | Domslut (enhälligt)                 | Bellator 33                               | 21 oktober 2010  | 5    | 5:00 | Philadelphia, PA, USA        | Vann Bellators welterviktsbälte.                                          |
| Vinst    | 8–0      | Nick Thompson (USA)      | Domslut (enhälligt)                 | Bellator 40                               | 9 april 2011     | 3    | 5:00 | Newkirk, OK, USA             | Icke-titel match.                                                         |
| Vinst    | 9–0      | Jay Hieron (USA)         | Domslut (delat)                     | Bellator 56                               | 29 oktober 2011  | 5    | 5:00 | Kansas City, KS, USA         | Försvarade Bellators welterviktsbälte.                                    |
| Vinst    | 10–0     | Douglas Lima (BRA)       | Domslut (enhälligt)                 | Bellator 64                               | 6 april 2012     | 5    | 5:00 | Windsor, Ontario, Kanada     | Försvarade Bellators welterviktsbälte.                                    |
| Vinst    | 11–0     | Karl Amoussou (FRA)      | TKO (läkaren stoppar)               | Bellator 86                               | 24 januari 2013  | 3    | 5:00 | Thackerville, OK, USA        | Försvarade Bellators welterviktsbälte.                                    |
| Vinst    | 12–0     | Andrey Koreshkov (RUS)   | TKO (slag)                          | Bellator 97                               | 31 juli 2013     | 4    | 2:58 | Rio Rancho, New Mexico, USA  | Försvarade Bellators welterviktsbälte. Avsade sig titeln efteråt.         |
| Vinst    | 13–0     | Bakhtiyar Abbasov (RUS)  | Submission (armtriangel)            | ONE FC 16: Honor and Glory                | 30 maj 2014      | 1    | 4:21 | Kallang, Singapore           |                                                                           |
| Vinst    | 14–0     | Nobutatsu Suzuki (JPN)   | TKO (slag)                          | ONE FC 19: Reign of Champions             | 29 augusti 2014  | 1    | 1:24 | Dubai, Förenade Arabemiraten | Vann ONE Championships welterviktsbälte.                                  |
| NC       | 14–0 (1) | Luís Santos (BRA)        | No Contest (oavsiktlig ögonpetning) | ONE Championship 26: Valor of Champions   | 24 april 2015    | 1    | 2:19 | Pasay, Filippinerna          | Behöll ONE Championships welterviktsbälte.                                |
| Vinst    | 15–0 (1) | Nikolay Aleksakhin (RUS) | Domslut (enhälligt)                 | ONE Championship 41: Global Rivals        | 15 april 2016    | 5    | 5:00 | Pasay, Filippinerna          | Icke-titel match; Aleksakhin missade vikten (187 lbs, 84,8 kg).           |
| Vinst    | 16–0 (1) | Agilan Thani (MYS)       | Submission (armtriangel)            | ONE Championship 55: Dynasty of Heroes    | 26 maj 2017      | 1    | 2:20 | Kallang, Singapore           | Försvarade ONE Championships welterviktsbälte.                            |
| Vinst    | 17–0 (1) | Zebaztian Kadestam (SWE) | TKO (slag)                          | ONE Championship: Shanghai                | 2 september 2017 | 2    | 4:09 | Shanghai, Kina               | Försvarade ONE Championships welterviktsbälte.                            |
| Vinst    | 18–0 (1) | Shinya Aoki (JPN)        | TKO (slag)                          | ONE Championship 64: Immortal Pursuit     | 4 november 2017  | 1    | 0:57 | Kallang, Singapore           | Försvarade ONE Championships welterviktsbälte. Avsade sig titeln efteråt. |
| Vinst    | 19–0 (1) | Robbie Lawler (USA)      | Teknisk submission (bulldog)        | UFC 235                                   | 2 mars 2019      | 1    | 3:20 | Las Vegas, NV, USA           |                                                                           |
| Förlust  | 19–1 (1) | Jorge Masvidal (USA)     | KO (flygande knä)                   | UFC 239                                   | 6 juli 2019      | 1    | 0:05 | Las Vegas, NV, USA           |                                                                           |
| Förlust  | 19–2 (1) | Demian Maia (BRA)        | Teknisk submission (rear-naked)     | UFC Fight Night: Maia vs. Askren          | 26 oktober 2019  | 3    | 3:54 | Kallang, Singapore           | Fight of the Night                                                        |